# Bekter
Bekter (? – 1180) byl syn otce Temüdžina Jesügeje, plnorodý bratr Belgüteje a polorodý bratr Temüdžina a Chasara. Po smrti Jesügeje a opuštění rodiny klanem Taičiutů se stal jako nejstarší muž hlavou rodiny. Poté byl Temüdžinem a jeho plnorodým bratrem Chasarem zavražděn. Jako trest za tuto vraždu byl Temüdžin Taičiuty chycen a uvržen do otroctví.